# Mistrzostwa Ameryki Południowej w Piłce Siatkowej Kobiet 1999
XXIII Mistrzostwa Ameryki Południowej w piłce siatkowej kobiet odbyły się w 1999 roku w Valencia w Wenezueli. W mistrzostwach wystartowało 7 reprezentacji. Mistrzem została po raz jedenasty reprezentacja Brazylii.

## Klasyfikacja końcowa
| Miejsce | Reprezentacja |
| ------- | ------------- |
|         | Brazylia      |
|         | Argentyna     |
|         | Peru          |
| 4.      | Wenezuela     |
| 5.      | Urugwaj       |
| 6.      | Paragwaj      |
| 7.      | Chile         |